# Nasserismo

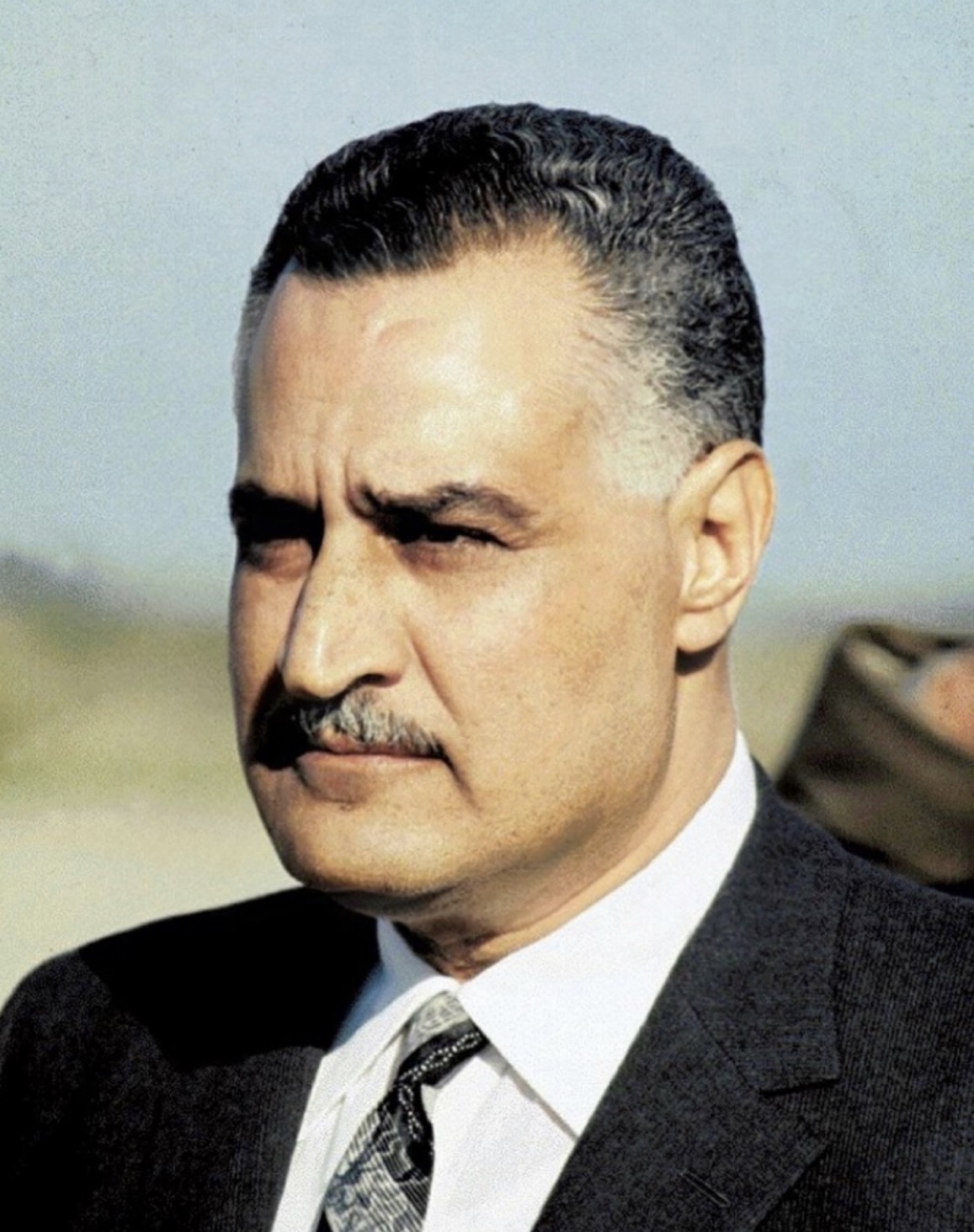
Gamal Abdel Náser

El nasserismo o naserismo, oficialmente Filosofía de la Revolución, fue un movimiento político nacido en Egipto de la mano de Gamal Abdel Náser y de los jóvenes oficiales egipcios que le ayudaron en la revolución de 1952, una conspiración militar que sirvió para derrocar la monarquía del rey Faruq I de Egipto.
Es una corriente nacionalista de izquierda, de tendencia hegemónica,[cita requerida] en la que se incorporan elementos populistas y socialistas. Poseyó ciertos rasgos autoritarios comunes en algunos tipos de tercermundismo de la época. A pesar de ello, resalta su carácter reformista y su capacidad para cambiar antiguas estructuras e impulsar la economía del país, cuyo máximo exponente es la presa de Asuán y la nacionalización del canal de Suez. Su no alineamiento y socialismo sui generis fueron una de las principales fuentes de inspiración para la creación del Movimiento de Países No Alineados, de la que Egipto formó parte activa.

## Contexto
Las clases dirigentes islámicas se enfrentaron a la decisión de modernizar sus pueblos tras la caída del Imperio turco, después de la Primera Guerra Mundial. Desde 1945, la consolidación de una civilización occidental y el resurgir árabe plantean incesantemente el grave dilema de una renuncia a los principios y fundamentos del islam o de una defensa agónica frente a las imposiciones culturales, políticas y económicas de Occidente. La sociedad aparecerá dividida en 
fundamentalistas, reformistas y 
laicos. Una encrucijada con frecuencia resuelta en duros enfrentamientos civiles y militares.
Los fundamentalistas están persuadidos de la posibilidad de avanzar sin necesidad de imitar el modelo occidental, y preservando además los preceptos religiosos y morales del Corán. Los reformistas piensan que ambos procesos pueden convivir sin excluirse. Los laicos tampoco renuncian, en el fondo, a todo el impresionante bagaje cultural y religioso de sus pueblos, aunque adopten con ostentación formas occidentales. 
Aparecerá el primer pacto, la Liga Árabe o Pacto de la Liga de los Estados Árabes, en el mundo de la posguerra dentro de los procesos de integración de grandes áreas políticas y económicas, que arrancan de la filosofía de bloques entonces vigente. En este proceso los líderes árabes se adelantaron incluso a la constitución de las Naciones Unidas. Una constitución clave en un mundo que solo quería ser libre mediante la unión de intereses, encaminados a facilitar el resurgir musulmán en lo económico, cultural y religioso. Es decir, en lo nacional.
En cuanto a la realidad de Egipto, los británicos se habían retirado del país a finales de 1946 para permitir su independencia tras la colonización, pero sin dejar por eso de apadrinar a la dinastía del rey Faruk I. La participación y derrota egipcia en la guerra contra Israel de 1948 provocará un definitivo desprestigio de la corona y la sublevación de un grupo militar liderado por Gamal Abdel Nasser. En 1952 el rey es derrocado y el poder pasa a un Consejo de Mando de la Revolución, compuesto de nacionalistas, liberales, marxistas e islamistas. Nasser se convertirá hasta la fecha de su muerte, 1970, en depositario del irredentismo árabe. Egipto capitaneó el movimiento panarabista aderezado con ingredientes del socialismo.
Asimismo, en el contexto regional, Náser criticó a los gobernantes saudíes acusándolos de haber traicionado al islam y de ser enemigos de los pobres.

## El auge de la doctrina
En los años cincuenta y sesenta, ha dominado en el mundo árabe una ideología laica, el panarabismo, ligado al socialismo, a modo de renacimiento de la nación árabe, por un lado, y su reforma en el sentido colectivo y social por otro. 
El socialismo de Nasser ha sido pragmático y antipartidista. Los Oficiales Libres condujeron la revolución de julio de 1952 inspirados por seis principios:
- Primero: lograr la independencia real de Egipto, es decir, eliminar la presencia británica.
- Segundo: terminar con el feudalismo.
- Tercero: suprimir el dominio del dinero sobre el poder político.
- Cuarto: instaurar un régimen que impusiera y respetara la justicia social.
- Quinto: organizar un ejército fuerte, saneado de todos los vicios que los Oficiales habían sufrido en carne propia durante la guerra de Palestina.
- Sexto: establecer una democracia real.

En la praxis política y de gestión del poder se elaboraron algunos cánones fundamentales:
1. El ejercicio y la vanguardia de la revolución. La élite del ejército ha hecho la revolución por el pueblo, pero no con el pueblo. Ha provocado la infiltración del ejército en la estructura de gestión de la administración y burocracia del Estado, con lo que ha trasformado su papel y estructura.
2. El socialismo naseriano ha promovido el control estatal de la economía y una serie de nacionalizaciones que han implicado casi la totalidad de empresas del país, es decir, ha satisfecho la garantía de las pequeñas propiedades privadas, sobre todo las artesanas y campesinas. Convivencia entre una economía nacionalizada y planificada, donde la propiedad privada habría tenido que constituir una de las llaves teóricas interesantes para el nasserismo.
3. Nasser tenía escasa esperanza en los partidos tradicionales, los veía como un obstáculo en la dialéctica parlamentaria del gobierno reformador, con lo que impuso el monopartidismo como garantía de la democracia directa: la unión socialista árabe, sería la expresión, legitimada desde abajo, de voluntad popular.
4. Esta corriente rechaza la lucha de clases en nombre de una igualdad de estamentos como garantía de la justicia social y de la justa distribución de los recursos.

Sobre todo el último punto demuestra cómo en esta política se reivindica una metodología diferente con respecto al socialismo marxista. No prevé la disolución final del Estado, configura un sistema más o menos personalista, que está lejos de la doctrina marxista. Ha funcionado en el sentido del traslado de una categoría política general, de contenido diverso, quedando siempre en el cuadro de una problemática cuyo origen son de características europeas.[cita requerida] Nasser ha rechazado el comunismo sobre el plano teórico, aun estando vinculado a la ayuda militar, diplomática y tecnológica soviética. Asimismo, Náser en particular vio con preocupación la influencia del Partido Comunista Sirio en la región en su momento. también es necesario reseñar autores como Maurice Bardèche han visto en Nasser rasgos del Fascismo en las previas de Segunda Guerra Mundial: «En todo fascismo hay una moral y una estética, pero está moral y está estética son conquistadoras, y por lo tanto, todo fascismo es una religión. Nasser y sus amigos encontraron este misticismo fascista en el islam, que es su pasado y que es también, en el sentido más amplio y completo de la palabra, su cultura: es decir, no solo lo que se les enseña, sino lo que mejor se corresponde con su naturaleza y su instinto».
Algunas de las características del socialismo naserista fueron la búsqueda de autarquía, el desarrollismo industrial y los planes quinquenales.
Al promover el panarabismo, unificó a Siria y Egipto al fundar junto con Shukri al-Kuwatli —entonces presidente sirio— la República Árabe Unida, unión que existió desde 1958 a 1961.
De esta forma, tras el golpe militar, se celebrarían las elecciones presidenciales egipcias del 23 de junio de 1956, a las que estaban convocados siete millones de egipcios. Era la elección plebiscitaria por un único candidato: SÍ o NO a Gamal Abdel Nasser. Ganó el Sí por un 99,9 % de los votos.
Una variable independiente del socialismo nasserista fue el islam. Nasser siempre ha reivindicado el origen islámico de su socialismo, confiriendo un valor religioso al principio del rechazo de la lucha de clases.

## Declive
Nasser había nacionalizado la mayor parte de la economía, hasta tal punto que se planteó la necesidad de buscar una nueva definición para lo que se llamaron «Estados de nuevo tipo» como el egipcio, donde la burguesía no era poseedora de los bienes de producción y de cambio porque estaban en manos del Estado. En realidad el papel determinante del Estado se debía al débil desarrollo de la burguesía nacional como clase, por lo que sólo podían ir logrando una acumulación capitalista bajo la sombra del Estado. No tenía juego propio fuera del Estado. Pero a medida que se fueran desarrollando intereses específicos, la burguesía se iba a ir abriendo del Estado. Esta estrategia de dirigismo estatal, fue común en su época para muchos países del tercer mundo, que la veían como un medio de alcanzar un rápido desarrollo, tomando los ejemplos de la URSS y China, pero también del New Deal estadounidense y el Plan Marshall europeo.
A pesar de haber logrado en su momento la fundación de la República Árabe Unida, los militares sirios percibían que existía un dominio egipcio sobre Siria, por lo que dieron un golpe de Estado en 1961 que separó a ambos países.
La vertiente egipcia del nacionalismo árabe o nasserismo en el gobierno, progresivamente fue perdiendo su ideología originaria tras la muerte de Nasser. La guerra del Yom Kippur, que trajo consigo una crisis económica a nivel mundial acaecida en 1973, la anterior mantenida por la Liga Árabe 
contra Israel en 1948, la guerra del Sinaí en 1956 y la guerra de los Seis Días en 1967, expresaban contradicciones muy profundas. El nacionalismo árabe fue la forma específica que adoptó la acumulación capitalista y el desarrollo de la clase burguesa en determinados países, y por eso podría decirse que fue absorbido por ésta.

### Naserismo pos-Náser
Posterior al mandato de Náser, algunas fuerzas políticas han reivindicado su legado como el Partido Nasserista Democrático Árabe y el Partido Naserista Egipcio.
Más recientemente, en 2012, en Egipto hubo un resurgimiento del naserismo bajo la figura de Hamdin Sabahi en la primera vuelta de las elecciones presidenciales de ese año, donde obtuvo la mayor parte de los votos en los dos principales centros urbanos del país: El Cairo y Alejandría; y más de una quinta parte de los votos en general. Sin embargo, pese a reivindicar la figura de Náser, este nuevo naserismo tiende a descartar el autoritarismo de él.